# Museo della musica (Talla)
Il Museo della musica di Talla, (inquadrato all'interno dell'Ecomuseo del Casentino, nel Sistema della Civiltà Castellana) intitolato a Guido d'Arezzo, si trova all'interno del nucleo medievale di Talla, denominato la Castellaccia, all'interno della probabile casa natale dello stesso Guido.